# Labiobaetis nigrocercus
Labiobaetis nigrocercus är en dagsländeart som beskrevs av Gattolliat 2001. Labiobaetis nigrocercus ingår i släktet Labiobaetis och familjen ådagsländor. Inga underarter finns listade i Catalogue of Life.